# Lizac
Lizac är en kommun i departementet Tarn-et-Garonne i regionen Occitanien i södra Frankrike. Kommunen ligger i kantonen Moissac 2e Canton som tillhör arrondissementet Castelsarrasin. År 2022 hade Lizac 545 invånare.

## Befolkningsutveckling
Antalet invånare i kommunen Lizac
| Referens: INSEE |